# Nagel zum Sarg
Nagel zum Sarg ist ein Kurzfilm des Regisseurs Philipp Döring aus dem Jahr 2011, nach der gleichnamigen Erzählung von Wolfgang Kohlhaase.

## Inhalt
Der Film spielt in Berlin im Jahr 1965. Mit den Worten „Ich habe dreißig Jahre auf Sie gewartet“ begrüßt die alte Frau den Kommissar vor ihrer Haustür. Sie ist diejenige, die jahrelang das Grab gepflegt hat, in dem nun durch einen Zufall dieser Schädel gefunden wurde – der Schädel, in dem ein verrosteter Nagel steckte. In einem langen Monolog beichtet die Frau zum ersten Mal ihre tragische Lebensgeschichte.

## Auszeichnungen
- Filmprädikat „besonders wertvoll“.
- Filmfest Dresden 2012 Goldener Reiter – Filmförderpreis der Kunstministerin

## Kritiken
„In dem Kammerspiel konzentriert Philipp Döring sich ganz auf die Frau, deren Beichte in Echtzeit und mit nur wenigen Gegenschnitten auf den zuhörenden Polizisten inszeniert wird. Veränderungen wie das langsame Zufahren der Kamera auf die Protagonistin und der Lichtwechsel ins Dunkle hinein sind so subtil eingesetzt, dass sie kaum bemerkbar sind. (…) So wird hier ein langer Monolog (…) in sich plausibel und mit erschütternder Intensität in Szene gesetzt.“

„Auf den ersten Blick ein scheinbar einfacher Film, der seine Relevanz sich aber erst verdient durch richtige Entscheidungen, die er trifft: die Wahl des Stoffes, die Inszenierung der Darsteller, die Konsequenz des Entwurfs, der die Grenzen des Mediums berührt und damit über das Erzählen im Film reflektiert.“